# Ananque
Ananque  (em grego:  Ανάγκη,  transl. Ananke, a partir do substantivo ἀνάγκη, "força", "restrição", "necessidade"), na mitologia grega, era a  deusa da inevitabilidade, mãe das Moiras e personificação do destino, necessidade inalterável. Era casada com Moros. 
Ela costuma ser representada por uma serpente, simbolizando, com Aeon, o início do Cosmos, na cosmogonia órfica. Juntos, eles cercaram o ovo primordial de matéria sólida, trazendo a criação do universo ordenado. Também era representada por uma figura portando uma tocha ou um fuso, como a representação da Moira (destino).
Ananque pode ser relacionada com a Moira homérica e com Tecmor, a deusa primitiva da ordem na cosmogonia de Álcman (século VII a.C.). Representava inicialmente o princípio universal da ordem natural que controlava todo o destino dos mortais, indo além do poder dos deuses mais jovens, cujos destinos foi algumas vezes controlado por ela. Os escritores gregos chamavam esse poder de Moira ou Ananque, e nem mesmo os deuses podiam alterar o que tivesse sido por ela ordenado. 
Segundo o viajante grego Pausânias, havia um templo na antiga Corinto, onde as deusas Ananque e Bia (violência) eram adoradas em conjunto no mesmo santuário.
Na mitologia romana, era conhecida por Necessitas ("necessidade").

## Etimologia
"Ananque" deriva do substantivo do  grego antigo,  ἀνάγκη (jônico αναγκαίη: anankaíe), que significa 'força restrita' ou 'necessidade'. Homero emprega o termo no sentido de necessidade (αναγκαίη πολεμίζειν, "é necessário para lutar") ou força (εξ 'ανάγκης, "pela força").  Na literatura  clássica, a palavra também é usada como fatalidade ou destino (ανάγκη δαιμόνων, o destino "pelos daemones ou pelos deuses"), e pela compulsão extensiva ou tortura por alguém superior.  A palavra é muitas vezes personificada na poesia como Simónides de Ceos: "Nem mesmo os deuses podem lutar contra anánkê" .
No sentido filosófico, significa necessidade ou necessidade lógica , ou leis da natureza 

## Cosmogonia mítica

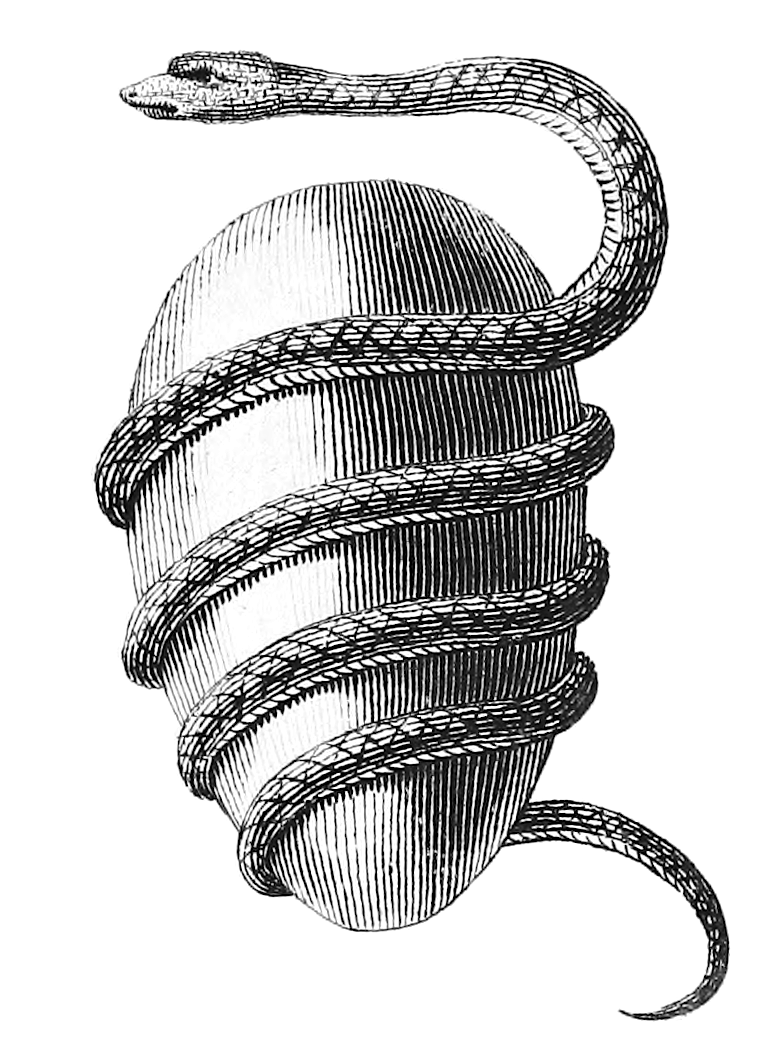
Ovo Órfico]
Por Jacob Bryant, 1774

Na cosmogonia de Álcman, primeiro surgiu Tésis (criação), e depois, simultaneamente  Poros (caminho) e Tecmor (fim). Poros é relacionado ao inicio de todas as coisas, e Tecmor, com o final.
Posteriormente, na cosmogonia órfica, inicialmente surgiu Tésis (criação), cuja natureza inefável não é expressa, depois surgiu Hidros (águas), com quem se uniu e gerou Gaia, mais tarde Hidros se uniu a sua filha Gaia, com quem teve Ananque e Chronos.
Ananque é a deusa primordial da inevitabilidade, e ela está entrelaçada a seu companheiro Aeon, o deus do tempo, desde o início dos tempos. Eles representam as forças cósmicas eternas do Destino e do Tempo.  
Juntos eles formam o "ovo primordial" de matéria sólida (Ovo órfico) e dividi-se em suas partes constituintes (terra, céu e mar) e, assim, criam o universo ordenado. Essas idéias eram a base da cosmogonia de Empédocles (século V a.C.). 
Neicos (o ódio) separou os quatro elementos na esfera inicial até que Philia (o amor) surgiu e equilibrou tudo. Ódio e Amor lutam entre si num processo cósmico recorrente, onde Ananque deve manter a ordem imemorial.